# Русская Сорма
Ру́сская Со́рма (чув. Вырӑс Сурӑм) — село в Аликовском муниципальном округе Чувашской Республики. Входило в состав Яндобинского сельского поселения до его упразднения в 2022 году.

## Общие сведения о селе
Улицы: Пионерская, Нагорная, 40 лет Победы, Совет, Деревенская, Калинина, Новая, Нижняя, Овражная. В настоящее время деревня в основном газифицирована. Рядом с деревней протекает речка Сорма. В селе есть храм  в честь Живоначальной Троицы. Освящен в 2021 году.

### География
Русская Сорма расположена восточнее административного центра Аликовского района на 9 км.

### Климат
Климат умеренно континентальный с продолжительной холодной зимой и тёплым летом. Средняя температура января −12,9 °C, июля 18,3 °C, абсолютный минимум достигал −44 °C, абсолютный максимум 37 °C. За год в среднем выпадает до 552 мм осадков.

### Демография
Население — 250 человек (2006 г.), из них большинство женщины.

## Название
Согласно наиболее лингвистически обоснованной этимологии, слово Вырăс Сурăм и Русская Сорма…

## История
Первое упоминание о селе в 1694 году во владенной выписи, данной Чебоксарскому Преображенскому монастырю. По документам об открытии наместничества Казанского 1780—1783 упомянуто Село Троицкое, Сорма (Русская Сорма), в котором проживало 159 душ ясачных крестьян. Всего же на тот период в Ядринском уезде ясачных крестьян проживало 171 душа, львиная доля которых проживало в селе Р. С. По данным первой всеобщей переписи населения Российской Империи от 1897 года, всего проживало 961, в том числе муж. 469 и жен. 492, страница 72 «Населённые места Российской Империи в 500 и более жителей» изданное в 1905 году под редакцией Н. А. Твойницкаго. Самый крупный населённый пункт в дореволюционные годы нынешнего Аликовского района. С 1917 по 1927 годы входила в состав Асакассинской волости Ядринского уезда. 1 ноября 1927 года селение вошло в Аликовский район, а 20 декабря 1962 года было включено в Вурнарский район. С 14 марта 1965 года Русская Сорма — снова в Аликовском.
Русскосорминцы также основали деревню Свешниково (Аликовский район), Аликово (чув. Уйпуç) в Красночетайском районе Чувашии.

## Связь и средства массовой информации
- Связь: ОАО «Волгателеком», Би Лайн, МТС, Мегафон. Развит интернет ADSL технологии.
- Газеты и журналы:  Аликовская районная газета «Пурнăç çулĕпе» — «По жизненному пути»  Языки публикаций: Чувашский, Русский.
- Телевидение: Население использует эфирное и спутниковое телевидение, за отсутствием кабельного телевидения. Эфирное телевидение позволяет принимать национальный канал на чувашском и русском языках.
- Радио: Радио Чувашии, Национальное радио Чувашии
- Сайт www.rsorma.cerkov.ru

## Люди, связанные с Русская Сорма
- Антипова, Юлия Фёдоровна — заслуженная учительница Чувашской республики.
- Иванов, Арсений Иванович — учитель географии, чувашского языка, окончивший Казанский университет факультет восточных языков, преподававший в Калининском педагогическом училище русский язык, литературу и чистописание. После закрытия Калининского педагогического училища попросил о переводе в среднюю школу села Р. Сорма.
- Моляков Юрий Иванович - советский учёный-экономист, политический деятель. Кандидат экономических наук. Первый секретарь Новочебоксарского горкома КПСС, первый секретарь Чебоксарского горкома КПСС. Депутат Верховного совета Чувашской АССР.
- Романова, Александра Кузминична — племянница профессора Казанского университета Никольского Н. В., жена Иванова А. И., окончила педагогическое училище в г. Ядрин. В годы войны преподавала в Калининском педагогическом училище русский язык, литературу и чистописание. После закрытия педагогического училища вместе с мужем перевелась в среднюю школу села Р. Сорма, где до самой пенсии проработала учителем начальных классов.
- Соснин Николай Александрович - агроном, кандидат сельскохозяйственных наук (1964), профессор (1997). Окончил Чуваш. сельскохозяйствен. институт (1953), аспирантуру Моск. сельскохозяйствен. академии им. К.А. Тимирязева (1963). Зам. директора по науке (1967–81) и зав. лабораторией по обработке почв (1981–82) Степноишим. опыт. станции по эрозии почв Всесоюз. НИИ зернового хозяйства в Казах. ССР. Доцент, профессор Кокшетауского университета (1996–2002), зав. кафедрой Кокшетауского института экономики и статистики (2002–04) в Казахстане. Автор более 60 научных работ.